# Annemieke
Annemieke oder Annemiek ist ein niederländischer weiblicher Vorname. Der Name besteht aus den beiden Teilen Anne und Mieke (als Variante von Maria) und kann daher als Variante des Namens Annemarie gelten. Er kann auch getrennt als Anne Mieke geschrieben werden. Rufnamen können sein: Miek, Mieke, Mieka, Miekje, Anne, An, Anna und Annie.

## Namensträgerinnen
- Annemieke Bes (* 1978), niederländische Seglerin
- Annemieke van Dam (* 1982), niederländische Musicaldarstellerin
- Annemieke Fokke (* 1967), niederländische Hockeyspielerin
- Annemieke Kiesel (* 1979), niederländische Fußballspielerin und -trainerin
- Annemieke Verdoorn (* 1961), niederländische Schauspielerin

## Sonstiges
- Annemieke (Schiff), ein 1998 erbautes Frachtschiff, IMO-Nummer 9147681